# Drilling (Kartoffel)

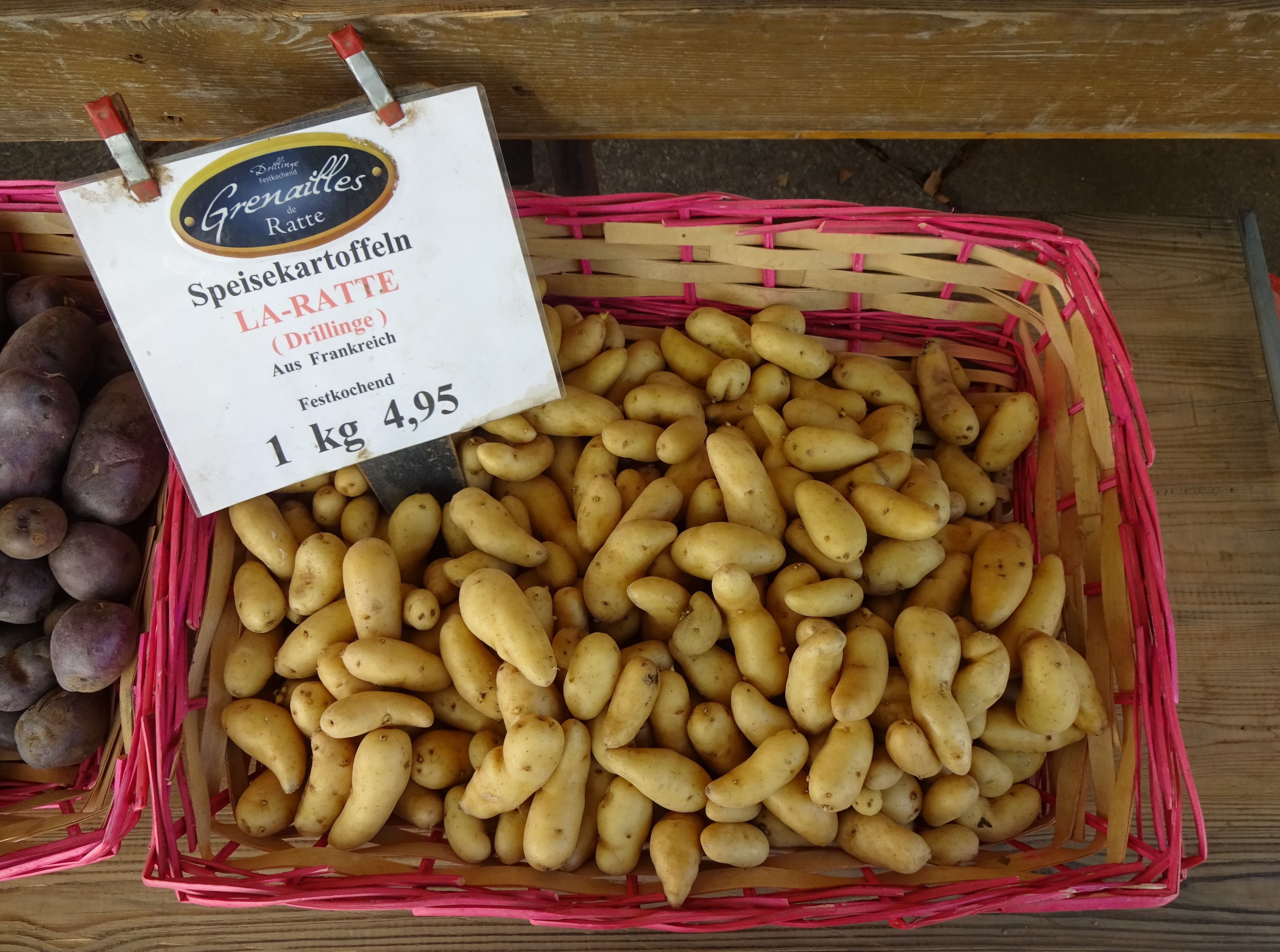
Drillinge

Drillinge, auch Kleinsortierung oder Feldware genannt, sind kleine Kartoffeln.
Nach der Verordnung über gesetzliche Handelsklassen für Speisekartoffeln (SpKartHKV) von 1985 mussten Speisekartoffeln beim Inverkehrbringen nach der Größe sortiert sein. Für Knollen langovaler bis langer Sorten waren 30 mm, für Knollen runder bis ovaler Sorten 35 mm Mindestgröße vorgeschrieben. Wurden kleinere Kartoffeln in Verkehr gebracht, mussten diese mit der Zusatzbezeichnung Drillinge versehen werden. Die Größensortierung war auf 25 bis 35 mm bei langovalen bis langen Sorten und 25 bis 40 mm bei runden bis ovalen Sorten festgelegt.
Mit der Verordnung über EG-Normen für Obst und Gemüse und zur Aufhebung von Vorschriften im Bereich Obst und Gemüse vom 10. Juni 2009 wurde festgelegt, dass die Verordnung über gesetzliche Handelsklassen für Speisekartoffeln außer Kraft tritt. Die Kennzeichnung der Speisekartoffeln wird seit dem 1. Juli 2011 unter anderem durch das Lebensmittelrecht geregelt. Die Angabe der Sortierung oder der Sortierbandbreite auf dem Etikett ist nach geltendem Recht nur mehr fakultativ. Der Ausschuss der Spitzenverbände der Kartoffelwirtschaft für die Kartoffelgeschäftsbedingungen und das Sachverständigenwesen hat daher die 1956 abgefassten Berliner Vereinbarungen, auch Deutsche Kartoffelgeschäftsbedingungen genannt, überarbeitet. Diese dienen als Arbeitsgrundlage für die Marktbeteiligten und werden oft als freiwillige zusätzliche Qualitätsvereinbarungen in Verträge aufgenommen. Der Wortlaut bezüglich der Drillinge ist nahezu identisch mit der Verordnung über gesetzliche Handelsklassen für Speisekartoffeln. 
Als Drillinge gelten weiterhin Kartoffeln in einer Größensortierung für Knollen langovaler bis langer Sorten von 25 bis 35 mm und Knollen runder bis ovaler Sorten von 25 bis 40 mm.